# Patriarchal bargain
Patriarchal bargain est un terme anglophone signifiant « affaire patriarcale », utilisé par la première fois par l'auteur et chercheuse turque Deniz Kandiyoti en 1988. Il décrit la manière dont les femmes utilisent une tactique d'adaptation et d'accommodement vis-à-vis des normes patriarcales : cette acceptation des rôles qui désavantagent avant tout les femmes est un facteur de maintien du patriarcat mais aussi une façon pour ces femmes de s'adapter à un monde patriarcal et d'y maximiser leur pouvoir et leurs facultés. Ce terme a été utilisé pour expliquer les raisons pour lesquelles des femmes, dans les sociétés patriarcales, se marient, portent un voile, et se conforment aux normes sociales concernant leur comportement sexuel.